# Петров В'ячеслав Станіславович
В'ячеслав Петров — український баскетболіст, народився 13 серпня 1994 року в Новомиргороді на Кіровоградщині. Виступає за «Прометей», на позиції центрового. Гравець національної збірної України.

## Кар'єра
Перші кроки в баскетболі робив у клубі «Хімік» з 2014 по 2018 роки, ставши із южненцями  дворазовим чемпіоном Суперліги у сезонах 2014/15, 2015/16. Також здобув  Кубок України-2016.
З жовтня 2018-го — центровий клубу Київ-Баскет. Із столичною командою виграв срібні нагороди Суперліги у 2019 році.
Сезон 2019/20 був не завершений через коронавірусну інфекцію і чемпіонат завершився достроково. ФБУ вирішила зберегти очковий доробок команд і визначити переможця і призерів на момент зупинки турніру. Київ-Баскет знову задовольнився срібними нагородами Суперліги.
Сезон 2020/21 розпочав у «Прометеї», в якому відразу став лідером команди. Загалом провів у рамках чемпіонату 50 матчів, в яких в середньому набирав 9.5 очок, 5.6 підбирань та 3.6 передач, а його новий клуб став чемпіоном та володарем Суперкубка України.
Наступний чемпіонат почався доволі вдало для «Прометея», який в підсумку здобув перемогу в регулярному чемпіонаті, а слобожанці лише одного разу поступилися Харківським Соколам. Усе йшло до другого чемпіонства слобожанців. Але в країні розпочалася війна, чемпіонат завершився без оголошення переможця. В'ячеслав поїхав до Франціюї в команду «Антіб».
Сезон 2022/23 відіграв у складі «Прометея», в Латвійсько-естонській баскетбольній лізі, вигравши золоті медалі турніру.

## Збірна України
Був в складі Студентської збірної України брав участь в Літній універсіаді 2019, команда здобула історичну срібну медаль. Головним тренером тоді був нинішній наставник чоловічої національної збірної України з баскетболу Віталій Степановський. У 2019 році отримав виклик в до головної команди країни.
У складі національної збірної України Петров брав участь в другому раунді відбору на Чемпіонат світу 2019.
Другий виклик отримав на кваліфікаційні матчі до Євробаскету 2022, де в чотирьох іграх здобував у середньому 2.0 очка, 4,0 підбирання і 2.5 перехвати.

## Досягнення

### Україна
- Чемпіон України (3): 2015, 2016, 2021.

- Срібний призер  (2): 2017, 2019.

- Володар Суперкубка України (1): 2021.

- Володар Кубка України(1): 2016.

### Міжнародні
- Чемпіон Латвійсько-естонської баскетбольної ліги(1): 2023.

## Статистика за матч
| Суперліга України         |             |    |      |     |     |
| 2014–2015                 | Хімік       | 30 | 5.3  | 3.4 | 1.2 |
| 2015–2016                 | Хімік       | 31 | 11.1 | 6.3 | 2.0 |
| 2016–2017                 | Хімік       | 28 | 11.7 | 7.9 | 2.0 |
| 2017–2018                 | Хімік       | 23 | 11.9 | 8.6 | 3.5 |
| 2018–2019                 | Київ-Баскет | 27 | 10.0 | 5.6 | 2.4 |
| 2019–2020                 | Київ-Баскет | 23 | 12.6 | 6.0 | 3.5 |
| 2020–2021                 | Прометей    | 40 | 10.1 | 5.7 | 3.4 |
| 2021–2022                 | Прометей    | 23 | 7.4  | 3.8 | 1.7 |
| Про B                     |             |    |      |     |     |
| 2021-2022                 | Антіб       | 10 | 8.2  | 4.2 | 2.5 |
| Латвійсько-Естонська ліга |             |    |      |     |     |
| 2022-2023                 | Прометей    | 29 | 6.1  | 3.2 | 1.3 |
| Про B                     |             |    |      |     |     |
| 2022-2023                 | Антіб       | 2  | 14.0 | 5.5 | 1.5 |